# Haruki Shimokawa
Haruki Shimokawa (下川 陽輝 Shimokawa Haruki?), född 20 augusti 2003 i Osaka prefektur, är en japansk fotbollsspelare.
Shimokawa började sin karriär 2020 i Cerezo Osaka.